# Moerputten
De Moerputten is een natuurgebied in de Nederlandse provincie Noord-Brabant, gelegen nabij 's-Hertogenbosch. Het 118 hectare grote terrein behoort tot de Natura 2000-gebieden en is in beheer bij Staatsbosbeheer. Het is een van de weinig overgebleven laagveenmoerassen ten zuiden van de grote rivieren. Het natuurgebied is omsloten door de polders Gement, Honderd Morgen en Rijskampen (Vught), de Bossche wijken Kruiskamp en Deuteren, en Vlijmen.

## Veen
De naam geeft aan dat het een moerassig gebied is, ter plaatse loopt een verlande prehistorische rivierbedding waarin sterke veenvorming heeft plaatsgevonden. De veenlaag was dik genoeg om te worden ontgonnen. Zo ontstonden twee plassen, de Lange Putten, waarover nu de grote Moerputtenbrug ligt, en een kleinere, de Moerput. Sporen van veenontginning zijn nog te zien in het landschap, zo zijn er talrijke legakkers. Het waterrijke gebied maakte eeuwenlang deel uit van de inundatiezone rond 's-Hertogenbosch. Dat betekende dat als het militair noodzakelijk werd geacht het waterpeil nog verhoogd moest kunnen worden. De aanleg van een spoorweg in het laatste kwart van de 19e eeuw was daarom alleen mogelijk als de spoordijk ter hoogte van de Moerputten werd onderbroken door een lange brug op pijlers.

## Flora en fauna
De Moerputten bestaat uit veel verschillende terreintypen. Er zijn hooilanden, rietvelden, moerassen, open wateren en wilgenstruwelen. Het gebied heeft een rijke maar kwetsbare flora en fauna. Men vindt er reeën, vossen en zeldzame vogels als waterral, blauwborst en zomertaling. In het gebied is een geslaagde poging gedaan het pimpernelblauwtje, een in België en Nederland uitgestorven vlindersoort, te herintroduceren. Op de pijlers van de Moerputtenbrug zijn korstmossen, bladmossen en muurvarens te vinden, waaronder de in Nederland zeldzame en beschermde steenbreekvaren. Elders in het gebied liggen enkele van de weinige oorspronkelijke blauwgraslanden in Nederland.

## Voormalige spoorbrug
Door het gebied loopt een oude spoorbrug, de Moerputtenbrug. Sinds 2011 is dit een voetgangersbrug waar het Halve Zolenpad over heen voert.

## Fotogalerij

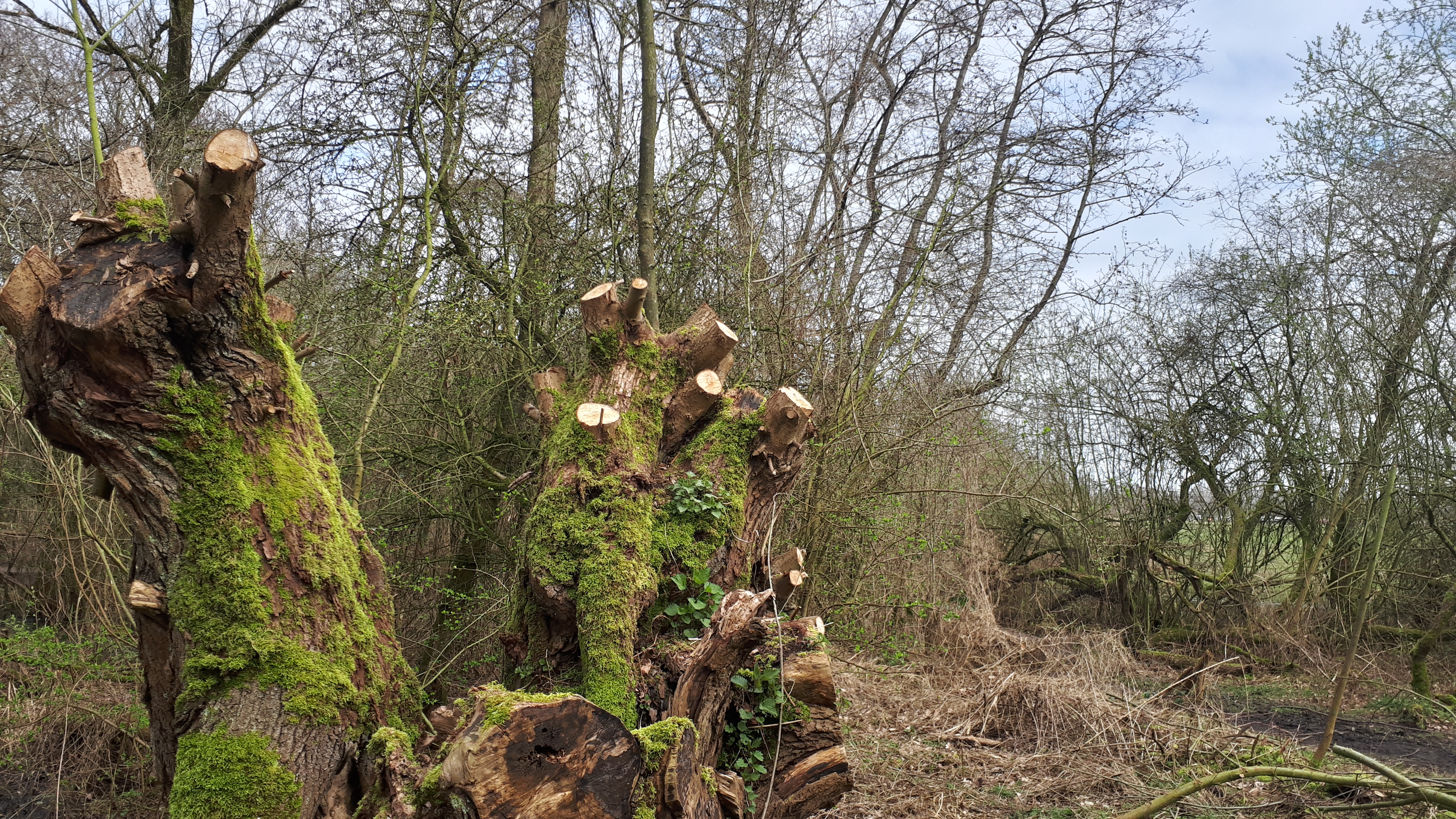
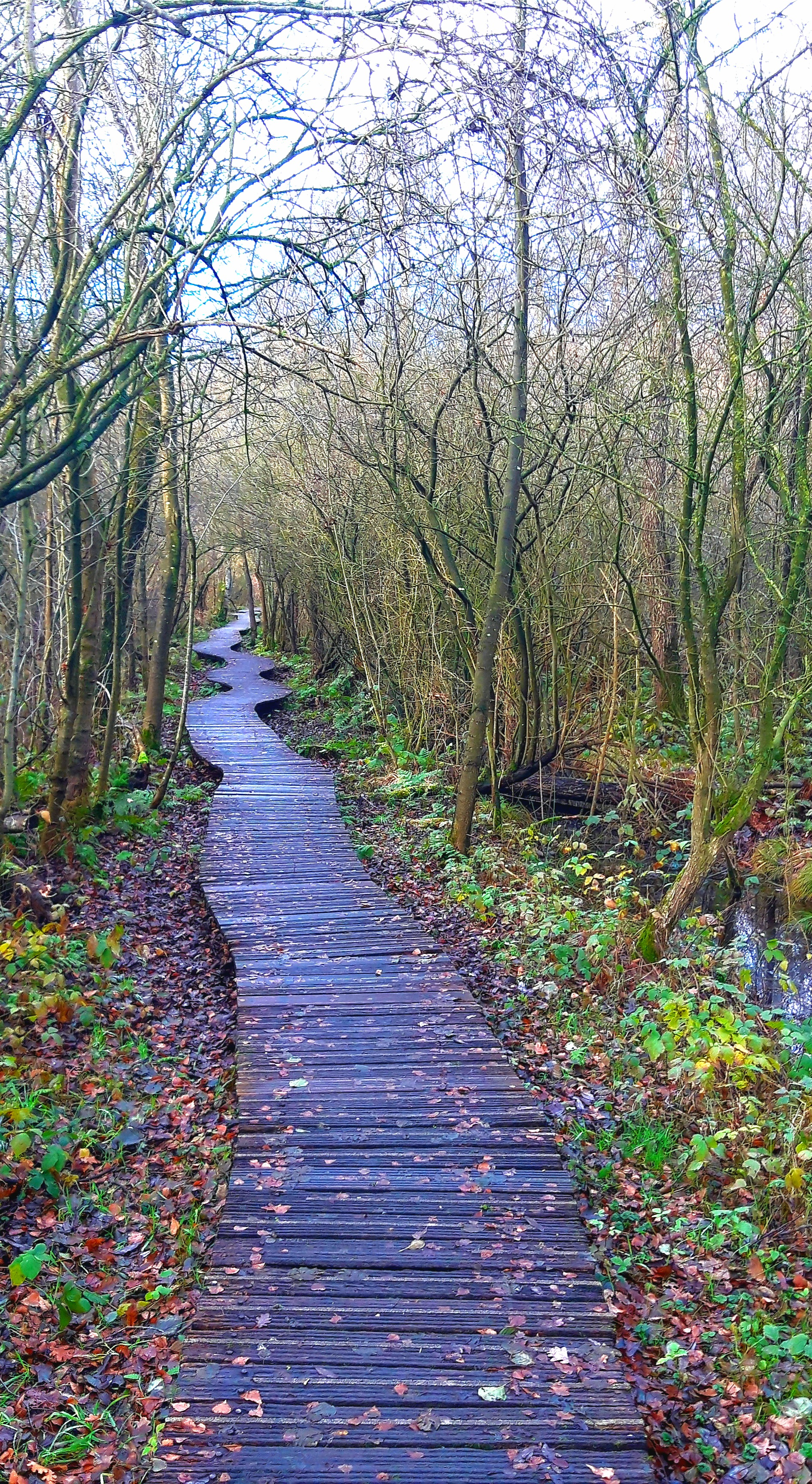
Vlonder door de Moerputten
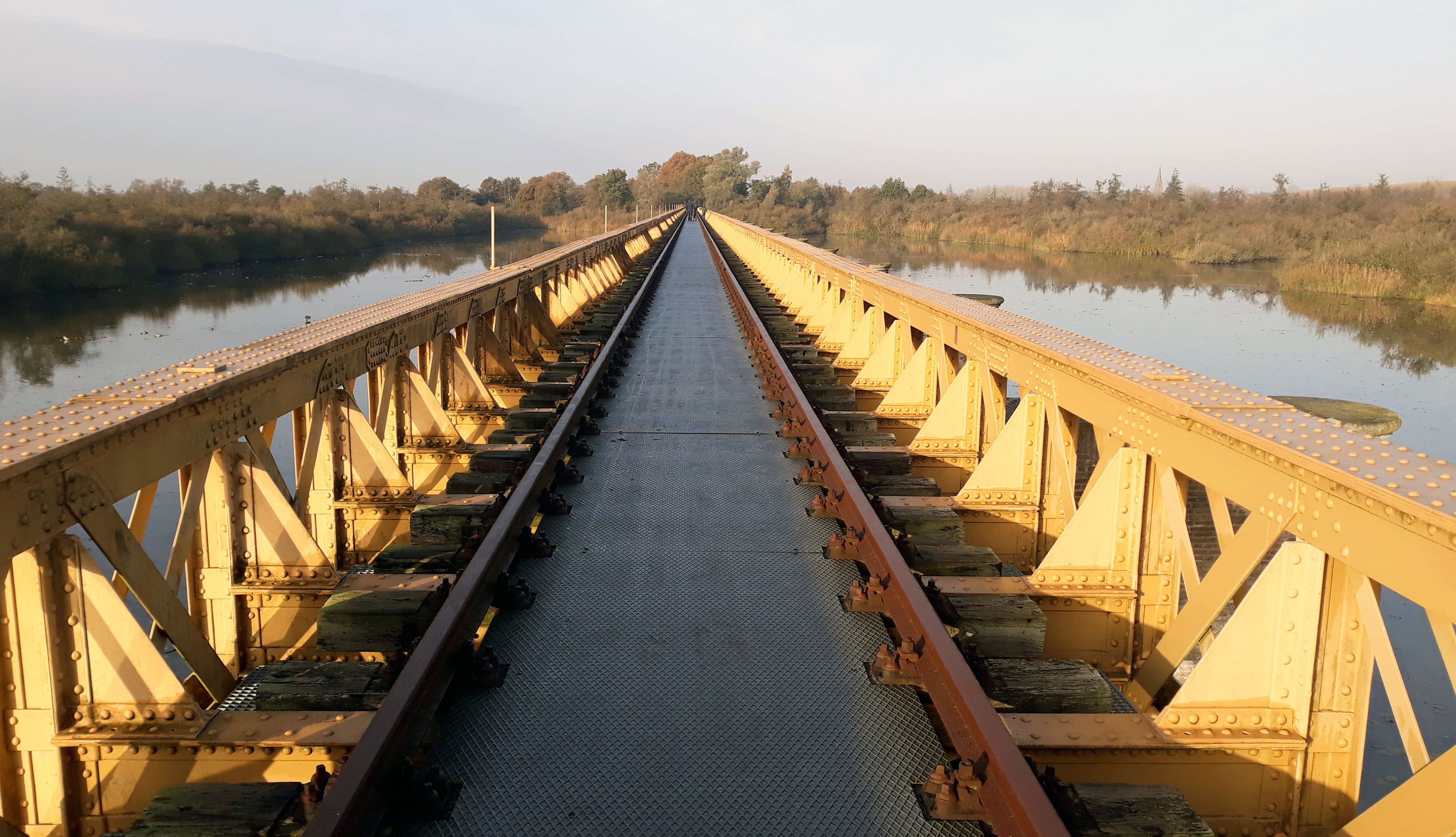
Te midden van de Moerputtenbrug
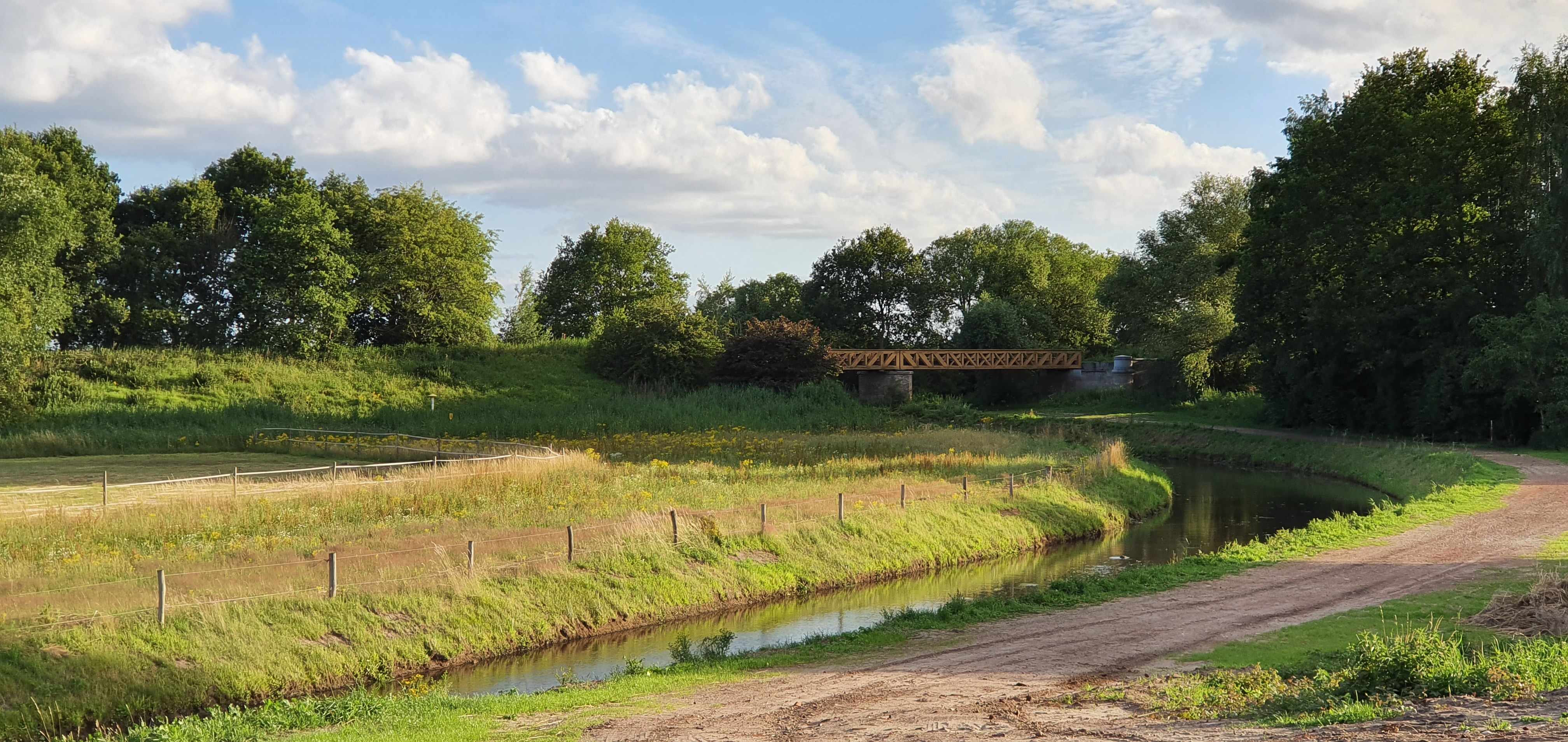
Venkantbrug
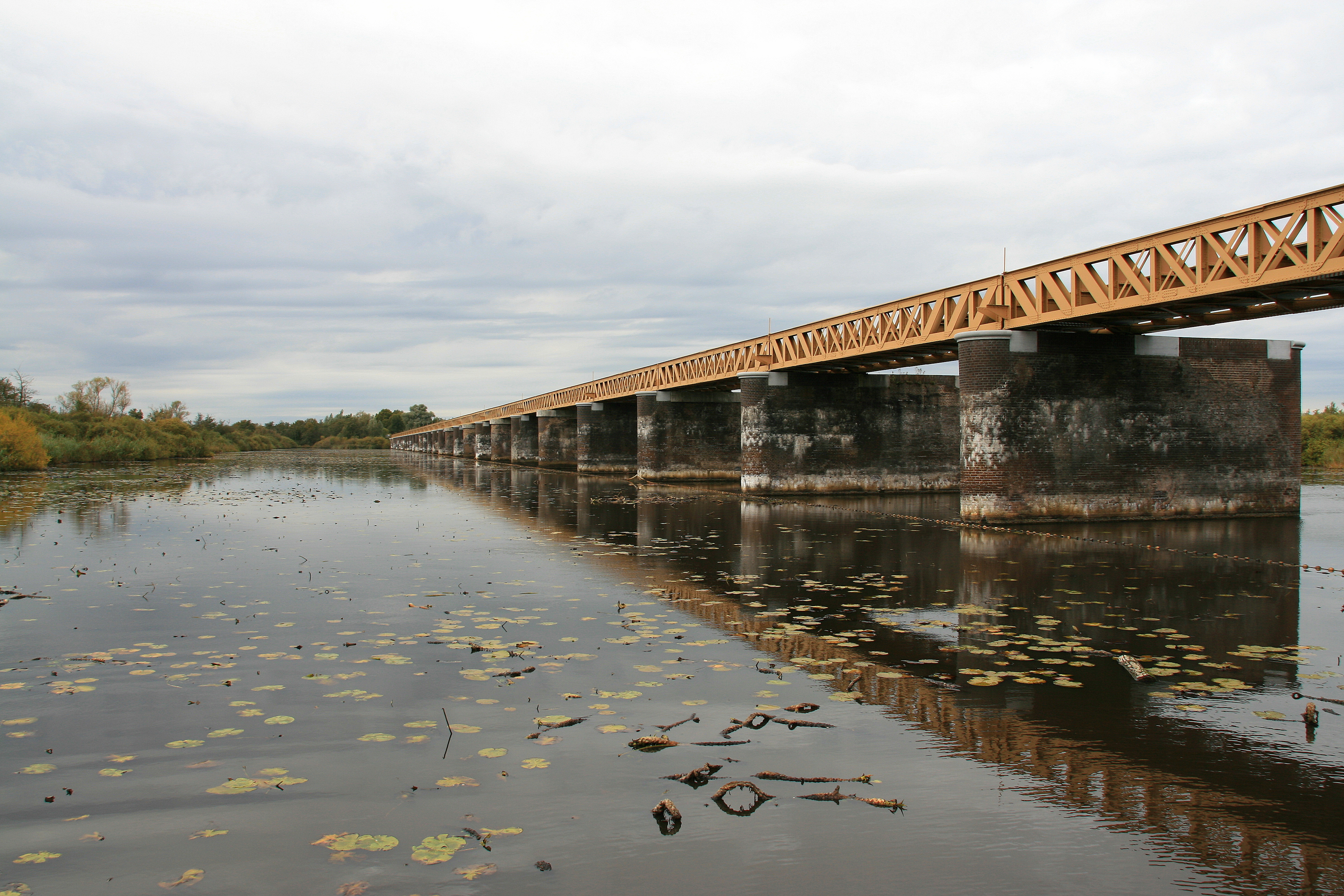
De Moerputtenbrug